# ワード・オブ・マウス
『ワード・オブ・マウス』（Word of Mouth）は、1984年11月にリリースされたキンクスのアリスタ・レコードでの最後のアルバムである。

## 概要
イギリスでは本作に先駆けて8月に「グッド・デイ」と「トゥー・ホット」が発売された。
翌年夏にアリスタ・レコードはキンクスとは契約更新をせず、彼らは編集盤ベストである『カム・ダンシング・ウィズ』を最後にレーベルを離れた。以後、1986年3月にイギリスのロンドン・レコード、アメリカのMCAレコードと契約を結ぶまで、バンドは無契約状態が続いた。その間、彼らはEMIやアトランティックを含む数社と交渉したが、最終的にはデッカ時代は老舗であったものの、当時はインディー状態であったロンドン・レコードと契約を結ぶことになった。
1983年秋のデイヴの脱退騒動以来、バンド活動が停滞していたが、その間にレイ・デイヴィスはイギリスでのテレビ向け映画『リターン・トゥ・ウォータールー』の撮影、編集、サウンドトラックの製作に追われていた。収録曲の大半が仕上がりかけた頃、出戻りしてきたデイヴがこともあろうに結成以来のオリジナル・ドラマーであるミック・エイヴォリーをクビにしてしまい、後任にジムの元同僚である元アージェントのボブ・ヘンリットを連れてきてしまった。 レイはミックに対して詫びのつもりか、彼を彼等のレーベル(というよりスタジオの)|コンク(英語版)のスタッフに迎え入れている。
制作途中でドラマーが代わったため、内容もサウンドトラックから半分、ボブ加入後の新録音から半分という統一感がないものとなり、それまでのファンを大幅に失い、久し振りにセールス的に大きな失敗に終わってしまった。このこともアリスタを離れる遠因になった。皮肉にも、翌年発売されたリターン・トゥ・ウォータールー』のサウンドトトラックの方が統一感のある仕上がりになっている。
楽曲としては個々に粒だった内容で、作品としては高水準であるが、録音やアルバムのまとめ方の失敗が目立つ。それでも、このアルバムには彼等の後のステージ・レパートリーとなる「ドゥ・イット・アゲイン」「リビング・オン・ア・シン・ライン」などが含まれている。「マッシブ・リダクションズ」は、かつて「ベター・シングス」のイギリスでのシングルのB面として発表されたが、本作にはボブとの再録音テイクを収録している。
バンドの混沌ぶりは、アルバムのデザインにも反映されており、レコードの内袋や歌詞カード類が入っていないのもアリスタ・レコードからのアルバムでは唯一である。

## 曲目
特筆無い限りレイ・デイヴィス作詞作曲。
1. ドゥ・イット・アゲイン - "Do It Again" 4:14
2. ワード・オブ・マウス - "Word of Mouth" 3:51
3. グッド・デイ - "Good Day" 4:35
4. リビング・オン・ア・シン・ライン - "Living On A Thin Line" (D. Davies) 4:16
5. ソールド・ミー・アウト - "Sold Me Out" 3:44
6. マッシブ・リダクションズ - "Massive Reductions" 3:15
7. ギルティー - "Guilty" (D. Davies) 4:12
8. トゥー・ホット - "Too Hot" 4:08
9. ミッシング・パーソンズ - "Missing Persons" 2:53
10. サマーズ・ゴーン - "Summer's Gone" 3:52
11. ゴーイング・ソロ - "Going Solo" 3:58

【CDボーナス・トラック】
1. グッド・デイ(エクステンデッド・エディット) - "Good Day (Extended Edit)" 5:31
2. サマーズ・ゴーン(エクステンデッド・エディット) - "Summer's Gone (Extended Edit)" 4:54